# Énergie électromagnétique
 (mars 2019).
Si vous disposez d'ouvrages ou d'articles de référence ou si vous connaissez des sites web de qualité traitant du thème abordé ici, merci de compléter l'article en donnant les références utiles à sa vérifiabilité et en les liant à la section « Notes et références ».
L’énergie électromagnétique est l'énergie du champ électromagnétique contenue dans un volume donné de l'espace, à un instant donné. C'est une grandeur extensive qui s'exprime en joules (J). Elle dépend a priori du temps et du volume considéré.
Localement, on considère la densité volumique d'énergie électromagnétique, souvent notée uem, qui se calcule comme la somme des densités volumiques d'énergies des champs électrique et magnétique. Elle s'exprime en J m−3 et dépend a priori du temps et du point de l'espace considéré. Elle correspond à la généralisation, en régime quelconque, des concepts d'énergie électrostatique, associée à un champ électrique, et d'énergie magnétique associée à un champ magnétique.
L'énergie électromagnétique contenue dans un volume donné de l'espace s'obtient alors par intégration de la densité volumique uem sur ce volume de l'espace. L'énergie électromagnétique ne se conserve pas en général, c'est-à-dire que la variation d'énergie électromagnétique dans une région donnée ne sera pas égale au flux d'énergie qui traverse la surface frontière de cette région,. En effet, une partie de l'énergie pourra être transférée aux charges et courants présents dans cette région de l'espace : ceci est exprimé quantitativement par le théorème de Poynting.
En raison du caractère particulier du champ électromagnétique et des phénomènes d'induction et de capacité électrique, les composantes électrique et magnétique de l'énergie électromagnétique sont donc indissociables, même si elles peuvent être traitées formellement de façon séparée.

## Densité d'énergie électromagnétique

### Énergie d'un champ électromagnétique
En électromagnétisme, le champ d’induction électrique est une variable de déplacement {\textstyle {\vec {D}}}, qui représente la réponse du matériau à une variable d'effort qu'est le champ électrique {\textstyle {\vec {E}}}, lequel influe notamment sur l’organisation des charges électriques dans un matériau donné (notamment le déplacement des charges et la réorientation des dipôles électriques), mais également sur la polarisation du vide. Dans les cas simples, la réponse est proportionnelle à l'effort, à travers un coefficient de proportionnalité (tensoriel) représentant la raideur de la réponse à la sollicitation, la permittivité électrique :
{\displaystyle {\vec {D}}(x,t)=\varepsilon \,{\vec {E}}(x,t)}.
La distribution d'énergie que représente cette réponse est alors celle d'une énergie potentielle élastique :
{\displaystyle {\frac {\mathrm {d} E_{e}(x,t)}{\mathrm {d} V}}=\int _{0}^{1}k\,{\vec {D}}(x,t)\cdot {\vec {E}}(x,t)~\mathrm {d} k=\int _{0}^{1}k\,\varepsilon \,{\vec {E}}(x,t)^{2}~\mathrm {d} k={\frac {1}{2}}\,\varepsilon \,{\vec {E}}^{2}(x,t)}.
De même, face à un champ magnétique {\textstyle {\vec {B}}} représentant une variable d'effort, l'excitation magnétique {\textstyle {\vec {H}}} est la réponse de déplacement du milieu, la raideur de la réponse étant inversement proportionnelle à la perméabilité magnétique μ. La distribution d'énergie que représente cette réponse est alors de même :
{\displaystyle {\frac {\mathrm {d} E_{e}(x,t)}{\mathrm {d} V}}={\frac {1}{2\,\mu }}{\vec {B}}^{2}(x,t)}.

### Densité d'énergie électromagnétique
D'après les équations de Maxwell, la densité d'énergie électromagnétique dans le vide, correspondant à l'énergie élémentaire dEe contenue dans un volume élémentaire dV, est donc donnée par, :
{\displaystyle w={\frac {\mathrm {d} E_{e}}{\mathrm {d} V}}={\frac {1}{2}}\left(\varepsilon _{0}{\vec {E}}^{2}+{\frac {1}{\mu _{0}}}{\vec {B}}^{2}\right)} [USI]
où :
- ε0 est la permittivité électrique du vide ;
- μ0 est la perméabilité magnétique du vide ;
- {\textstyle {\vec {E}}} est le vecteur champ électrique ;
- {\textstyle {\vec {B}}} est le vecteur champ magnétique.

Dans le système CGS, les unités électromagnétiques sont choisies de sorte que les deux constantes du vide s'éliminent de l'équation, qui se rapproche alors d'une équation en unités naturelles :
{\displaystyle w={\frac {1}{8\pi }}\left({\vec {E}}^{2}+{\vec {B}}^{2}\right)} [CGS]
Plus généralement, dans un milieu continu, la densité d'énergie électromagnétique est donnée par :
{\displaystyle w={\frac {1}{2}}\left({\vec {E}}\cdot {\vec {D}}+{\vec {B}}\cdot {\vec {H}}\right)}
où :
- {\displaystyle {\vec {D}}} est l'induction électrique ;
- {\displaystyle {\vec {H}}} est l'excitation magnétique, exprimées respectivement par les relations suivantes :
  - {\displaystyle {\vec {D}}=\varepsilon \,{\vec {E}}}, avec ε la permittivité électrique du milieu,
  - {\displaystyle {\vec {B}}=\mu \,{\vec {H}}}, avec μ la perméabilité magnétique du milieu.

En considérant l'expression de la densité d'énergie électromagnétique dans le vide (où ε = ε0 et μ = μ0), on retrouve l'expression donnée plus haut pour le cas dans le vide.

### Variation de densité et flux d'énergie
La dérivée partielle de la densité d'énergie par rapport au temps est alors obtenue en différenciant l'équation précédente par rapport au temps. Compte tenu par ailleurs des équations de Maxwell, qui expriment notamment la variation des champs électriques et magnétiques au cours du temps, le théorème de Poynting montre que la variation d'énergie électromagnétique dans un volume élémentaire est alors donnée par :
{\displaystyle {\frac {\partial }{\partial t}}\left({\frac {\varepsilon _{0}\,E^{2}}{2}}+{\frac {B^{2}}{2\,\mu _{0}}}\right)=-{\vec {\nabla }}\cdot \left({\frac {{\vec {E}}\wedge {\vec {B}}}{\mu _{0}}}\right)-{\vec {j}}\cdot {\vec {E}}}
où {\textstyle {\vec {j}}} représente la densité volumique de courant.
Dans le cas d'un champ magnétique variable dans une région dépourvue de particules chargées, le courant est nul, et le théorème de flux-divergence montre que le flux d'énergie est nécessairement nul à travers toute surface contenant la direction de {\textstyle {\vec {E}}\wedge {\vec {B}}}. Autrement dit, le flux d'énergie ne se propage que dans une direction orthogonale à la fois au champ électrique et au champ magnétique : le champ électromagnétique prend la forme d'une onde électromagnétique se propageant dans la direction du vecteur de Poynting, et la densité de flux est effectivement donnée par ce vecteur :
{\displaystyle {\vec {\Pi }}={\frac {{\vec {E}}\wedge {\vec {B}}}{\mu _{0}}}}.
Dans le cas d'une onde électromagnétique, l'énergie électromagnétique se déplace. Le flux d'énergie emporté par ce champ peut être calculée à partir du carré de l'amplitude de l'onde électromagnétique. Le vecteur de Poynting exprime comment une onde électromagnétique peut échanger de l'énergie électromagnétique en l'absence de courants.
Ce type de phénomène se produit dans les ondes électromagnétiques, telles que les ondes radio, radar, micro-ondes, la lumière, les rayons X et gamma : toutes ces ondes électromagnétiques transportent de l'énergie.

## Exemples d'application

### Rayon classique de l'électron
En mécanique relativiste, masse et énergie sont équivalents, ce qui implique que tout système ayant une énergie (et notamment, une énergie électromagnétique) doit avoir une inertie.
Le rayon classique de l'électron peut se calculer de la façon suivante : supposons que l'électron soit par lui-même sans masse autre que celle due à son énergie électromagnétique, et que la charge de l'électron soit distribuée uniformément dans un volume sphérique. Dans ce cas, pour un électron au repos par rapport à l'observateur il n'y a pas de champ magnétique, et l'énergie totale créée par le champ électrostatique de cette sphère est donnée par :
{\displaystyle E_{e}^{(e^{-})}=\iiint _{(V)}{\frac {\varepsilon _{0}}{2}}{\vec {E}}^{2}~\mathrm {d} V=\int _{r_{e}}^{\infty }{\frac {\varepsilon _{0}}{2}}\left({\frac {1}{4\pi \varepsilon _{0}}}\right)^{2}{\frac {e^{2}}{r^{4}}}\ (4\pi r^{2})~\mathrm {d} r={\frac {e^{2}}{8\pi \varepsilon _{0}r_{e}}}=m_{e}c^{2}}.
En égalant l'avant dernier terme à la masse inerte relativiste, on trouve la valeur correspondante pour le « rayon classique de l'électron » :
re ≈ 2,818 × 10−15 m.
Une autre manière de faire le calcul est de remarquer que puisque les parties du volume se repoussent, la sphère contient une énergie potentielle électrostatique. Supposons que cette énergie est égale à l'énergie au repos E définie par la relation relativiste :
E = m c2
où :
- m est la masse au repos ;
- c la vitesse de la lumière dans le vide.

En électrostatique, l'énergie potentielle d'une sphère de rayon r et de charge e est donnée par : {\displaystyle E={\frac {e^{2}}{8\,\pi \,\varepsilon _{0}\,r}}}, où ε0 est la permittivité du vide. En égalant ces deux valeurs, on obtient la valeur de r.

### Mécanique quantique
En théorie quantique des champs, l'énergie d'un état de l'espace-temps quantique dans lequel se trouve un champ électromagnétique prend a priori la forme d'un opérateur hamiltonien, formé à partir d'opérateurs de champs quantiques. La forme précise de cet opérateur hamiltonien peut être obtenue en quantifiant la densité de champ décrite par un lagrangien classique. Pour un champ électromagnétique, cette densité est donnée en fonction du tenseur de champ électromagnétique et les champs électriques et magnétiques (en unités CGS) par:
{\displaystyle {\mathcal {L}}_{0}={\frac {1}{4}}F_{\mu \nu }F^{\mu \nu }={\frac {1}{2}}\left(\mathbf {E} ^{2}-\mathbf {B} ^{2}\right)}.
En quantifiant l'expression précédente par les moyens classiques de quantification, on obtient l'expression quantique de l'opérateur hamiltonien. Il faut tout d'abord réécrire le tenseur du champ électromagnétique sous forme de potentiel vecteur, puis réécrire ce potentiel vecteur en termes de création et de destruction de photons, ce résultat étant intégré sur toutes les valeurs possibles du moment du photon et sommé sur les deux hélicités possibles du photon, pour trouver l'expression quantique de l'opérateur hamiltonien :
{\displaystyle {\hat {H}}_{0}={\frac {1}{2}}\int _{V}:{\hat {\mathbf {E} }}^{2}+{\hat {\mathbf {B} }}^{2}:\ dV={\frac {1}{2}}\int _{V}:{\dot {\hat {\mathbf {A} }}}^{2}+(\nabla \times {\hat {\mathbf {A} }})^{2}:\ dV=\int _{\mathbb {R} ^{3}}\omega _{k}\left(\sum _{\lambda =1}^{2}{\hat {\mathbf {a} }}_{\mathbf {k} \lambda }^{\dagger }{\hat {\mathbf {a} }}_{\mathbf {k} \lambda }\right)dk_{x}dk_{y}dk_{z}}.
Ici, l'expression sommée entre parenthèses est l'opérateur numérique qui comptabilise le nombre de photons d'impulsion k et d'hélicité  λ. On trouve ainsi que l'énergie du champ électromagnétique est proportionnelle au nombre de photons et à la fréquence de ceux-ci.

## Ondes sinusoïdales

### Impédance électrique
Le concept d'impédance permet d'appliquer au régime sinusoïdal les formules utilisées en régime continu, tout en intégrant l'effet d'éléments capacitifs et inductifs.

### Guide d'ondes et effet de peau
Un guide d'ondes est un système physique qui sert à guider les ondes électromagnétiques ou les ondes acoustiques, pour les maintenir confinées dans un milieu particulier, sur une certaine distance.
L’effet de peau est un phénomène électromagnétique qui fait que, à fréquence élevée, le courant a tendance à ne circuler qu'en surface des conducteurs. Ce phénomène d'origine électromagnétique existe pour tous les conducteurs parcourus par des courants alternatifs. Il provoque la décroissance de la densité de courant à mesure que l'on s'éloigne de la périphérie du conducteur. Il en résulte une augmentation de la résistance du conducteur.

## Rayonnement et photométrie
Les travaux de Max Planck sur le corps noir et de Heinrich Hertz sur l'effet photoélectrique ont montré que les échanges d'énergie se faisaient par quantités définies, ou quanta. Albert Einstein, en 1905, introduisit le concept de photon, quantum d'énergie électromagnétique. Le quantum d'énergie échangée (ou « énergie du photon ») dépend de la fréquence, selon la relation de Planck-Einstein :
E = h ν
où :
- ν est la fréquence de l'onde, exprimée en Hz ;
- h est la constante de Planck.

Pour la relier à la longueur d'onde, on utilise la formule : ν =c/λ,  où λ est la longueur d'onde (en m) et c est la vitesse de la lumière (en m s−1).

## Utilisation
Les longueurs d'onde visibles de l'œil humain sont comprises entre 380 nm et 780 nm (en dessous ultraviolet au-dessus infrarouge).
On peut récupérer cette énergie électromagnétique grâce aux panneaux photovoltaïques (rayonnement violet et ultraviolet) ou encore par les chauffe-eau solaires (infrarouge).
C'est aussi cette énergie qui est récupérée par les plantes pour la photosynthèse, et par la pellicule photographique.
Les photons peuvent provoquer des ionisations des atomes, les atomes excités cèdent alors leur énergie qui peut être récupérée sous une autre forme (par exemple électricité, photosynthèse), ou bien cela modifie la structure de la matière qui est ainsi « imprimée » (par exemple pellicule photographique).
Les photons peuvent aussi céder leur énergie en provoquant l'agitation des atomes de la matière (four à micro-ondes par exemple).
Dans le cas des ondes hertziennes (radio, télévision, téléphones portables), l'énergie électromagnétique provoque la circulation d'un courant électrique dans l'antenne qui est transformée en son ou en image.